# Petar Muslim
Petar Muslim (Split, 26. ožujka 1988.), hrvatski vaterpolist koji igra na poziciji krila. Dugo je bio igrač Primorja, a nastupa za hrvatsku reprezentaciju. Profesionalnu karijeru započeo je u Mladosti. Od sezone 2016./17. brani boje talijanske Brescie. S reprezentacijom bio je europski prvak 2010. i olimpijski pobjednik 2012.